# 仲祇徳
仲 祇徳（なか ぎとく）は、江戸時代の俳人。

## 初代祇徳
初代祇徳（1702年（元禄15年）- 1784年（宝暦4年）11月24日）、通称は近江屋伝兵衛。初号は慈尺、または字石。のちに千朝。号は湖南、別号は水光・竹隠・自在庵など多数。

### 来歴
江戸浅草蔵前の裕福な商家に生まれる。父も俳人であり、水間沾徳らと交流があった。1714年（正徳4年）頃から俳諧に親しみ、1720年（享保5年）菊岡沾涼編『続福寿』に初入集。1723年（享保8年）千朝を水光に改める。1731年（享保16年）佐久間柳居らが『五色墨』を刊行して点取俳諧を批判すると、水光も共鳴して『四時観』を刊行した。同年、敬慕していた稲津祇空が死去。1735年（享保20年）俳諧活動から遠ざかるが、門人の安処子によって、徂徠学に基づく『俳諧句選』が編まれた。同書では、俳諧の古学と蕉風に戻ることを目指す「古学庸道」がはじめて説かれた。のちに祇空の一字をとって祇徳と名を改めた。1741年（元文6年）『一言庭訓』を刊行し、俳諧は人世を治める道であり、勝負や博打に使ってはならないと説いた。

## 二世祇徳
二世祇徳（1728年（享保13年）- 1779年（安永8年）9月1日）は、祇徳の子（初号は波光、のちに祇貞）である。英一蜂に絵画を学んだ。2世祇徳の門下に夏目成美・五世市川団十郎・烏亭焉馬などがいる。

## 著書
- 『四時観』（1733年（享保18年））
- 『去来今』（1733年（享保18年））
- 『竹馬集』（1738年（元文3年））
- 『鳥なし三吟』（1741年（寛保元年））
- 『竹隠集』（1742年（寛保2年））
- 『句餞別』（1744年（延享元年））
- 『菅廟八百五十年』（宝暦2年（1752年））
- 『俳諧寝覚庵』（宝暦3年（1753年））
- 『草庵式春帖』（1754年（宝暦4年））